# 堺市出身の人物一覧
堺市出身の人物一覧（さかいししゅっしんのじんぶついちらん）は、大阪府堺市出身の人物およびゆかりの人物の一覧。

## 堺市出身者
五十音順で・出身者かつWikipediaに記事のある人物のみ記入。

### あ行
- 相賀真理子（元テレビ神奈川アナウンサー、中学まで堺に住んでいた）
- 愛斗（千葉ロッテマリーンズ選手）
- 揚塩健治（阪神タイガース社長）
- 荒木誠也（お笑いタレント・こゝろ）
- R指定（ラッパー）
- 井岡一翔（プロボクシング世界チャンピオン）
- 井岡弘樹（元プロボクシング世界チャンピオン）
- 伊佐嘉矩（十種競技選手、『SASUKE』出場者）
- 石川慎吾（千葉ロッテマリーンズ選手）
- 石川雅之（漫画家）
- 石田匠（プロボクシング日本チャンピオン）
- 石橋良太（元東北楽天ゴールデンイーグルス選手）
- 井尻貫太郎（お笑いタレント、元ジュリエッタ）
- 石若雅弥（作曲家）
- 今井雅子（脚本家）
- 今岡信治（映画監督）
- 今村泰典（リュート奏者・テオルボ奏者）
- 岩国美弥子（1976年ミス・ユニバース日本代表）
- 韻マン（ラッパー）
- 上中丈弥（THE イナズマ戦隊ボーカル）
- 植田大樹（医学者）
- 上田だう（お笑いタレント・きんめ鯛）
- 上田安子（ファッション・デザイナー）
- 上田遼馬（お笑いタレント・元シュテンドウジ）
- 内田裕也（ミュージシャン、生まれは兵庫県西宮市）
- 浦和希（声優）
- 遠藤良太（政治家）
- 扇原貴宏（ヴィッセル神戸選手）
- 大崎悟史（長距離走・マラソン元選手、陸上競技指導者）
- 大﨑洋（吉本興業ホールディングス代表取締役会長）
- 大津広次（お笑いタレント・きつね）
- 岡本英也（元サッカー選手）
- 岡山一成（VONDS市原監督）
- 奥田小由女（人形作家）
- 小野洋太（第54代特許庁長官）[1]
- オレスカバンド（6人組のスカバンド）

### か行
- 柿本雅徳（実業家）
- 角田信朗（正道会館師範・空手家・総合格闘技「K-1」競技統括）
- 計盛光（元アーティスティックスイミング選手・ボートレーサー)
- 片岡愛之助（歌舞伎役者）
- 香月秀之（映画監督）
- 勝俣大地（お笑い芸人、「モグモグパクパク」のツッコミ担当）
- 桂歌蔵（落語家）
- 桂吉朝（落語家）
- 六代桂文枝（前名桂三枝）（落語家・タレント）
- KANA-BOON（4人組のロックバンド）
- 粥川伸二（日本画家）
- 河井醉茗（詩人）
- 河口慧海（僧侶、チベット探検家）
- 川崎巨泉（浮世絵師）
- 河内洋（元競馬騎手、調教師）
- 河内山一夫（元十両力士）
- 河盛好蔵（フランス文学者）
- 河盛又三郎（河又醤油社長）
- 岸明日香（グラビアアイドル）
- 北田豊三郎（元政治家）
- 木戸克彦（元阪神タイガース選手、野球解説者）
- 行基（奈良時代の僧侶）
- 木村舞輝(モデル)
- 四代旭堂南陵（講談師）
- 国木剛太（元広島東洋カープ選手）
- 久野収（哲学者、市民運動家）
- 久野節（建築家）
- 玖村将史（キックボクサー）
- 黒崎輝（元俳優）
- 黒田俊介（フォークデュオ、コブクロ）
- 黒田慶太郎（実業家、明仁上皇の女婿黒田慶樹の祖父）
- 黒谷友香（女優）
- コアラ（実業家・元アニマル梯団）
- 香月杏珠（グラビアアイドル）
- 河野良祐（お笑いタレント・令和喜多みな実）
- こうへい（お笑いタレント、吉田たち）
- 古家太郎兵衛（魚問屋、堺魚会社社長）
- 小芝風花（女優、小学3年生から堺市立浅香山中学校2年まで臨海フィギュアスケートクラブに所属）
- 小島健（アイドル、Aぇ! group)
- 小谷光毅（グルージャ盛岡選手）
- 後藤仁（日本画家・絵本画家、金唐革紙の制作。堺市立若松台小学校、堺市立若松台中学校出身）[2]
- 小西祥子（陸上競技選手[3]）
- 小西行長（安土桃山時代の大名）
- 小林圭輔（お笑いタレント、金属バット）
- 小林誠司（読売ジャイアンツ選手）
- 小林よしか（タレント・市議会議員）
- 小宮一慶（経営コンサルタント）
- 小山昌男（堺市立三国丘中学校出身、第62回高校野球でベスト4入り。1981年ドラフト2位で近鉄バファローズ入団）
- 近藤大亮（読売ジャイアンツ選手）

### さ行
- 才賀紀左衛門（格闘家）
- 阪本章史（BMX北京オリンピック日本代表）
- 坂本真宏（プロボクサー）
- 坂田三吉（将棋棋士）
- 阪本順治（映画監督）
- 阪口夢穂（サッカー日本女子代表選手）
- 嵜本晋輔（バリュエンスホールディングス創業者、サッカー選手）
- 桜井雅斗（舞台芸人）
- 桜井美馬（ショートトラック選手）
- 漣さや香（ボイストレーナー、元モエヤン・久保いろは）
- 佐藤託矢 （プロバスケットボール選手・Bリーグ）
- 猿渡ゆか （女優・リポーター）
- 沢口靖子（女優、沢口家は元々彦根出身で、父の代に堺市に定住。14歳まで上野芝中学校在籍、後に赤坂台中学校に転校）
- 信貴久治（大洋観光代表取締役会長、暴力団信貴組組長）
- CIMA（プロレスラー）
- 静恵一（お笑いタレント、作家、演出家、脚本家、司会者、ラジオパーソナリティ。お笑いユニットサミットクラブ）
- 篠塚大輝（アイドル、timeleszメンバー）
- 清水健（フリーアナウンサー・著述家）
- 清水翔太（歌手、アーティスト、シンガーソングライター）
- 笑福亭純瓶（落語家、鶴瓶の弟子）
- 笑福亭松鶴（七代目。もと松葉。襲名直前に死去したため、死後に追贈）
- 白濱裕太（元広島東洋カープ選手）
- 新橋遊吉（作家、『八百長』で直木賞受賞）
- 杉本理恵（元アイドル歌手・女優）
- 鈴木貫太郎（海軍軍人、第42代内閣総理大臣）
- 鈴木つかさ（お笑いタレント、ザ・プラン9）
- 鈴木拡樹（俳優）
- 泉州山喜裕（元大相撲力士）
- 千利休（安土桃山時代の茶人）
- 曾我廼家五郎（喜劇役者、大阪府岸和田市出身説もあり）
- 曽呂利新左衛門（落語家の始祖、豊臣秀吉に仕えた）

### た行
- 大東駿介（俳優）
- 高岡浩三（元ネスレ日本社長兼CEO、サイバーエージェント取締役、ベストドレッサー賞）
- 高木彰人（サッカー選手）SC相模原
- 高木佳保里（政治家、日本維新の会参議院議員）
- 高木たかし（歌手）
- 高木喬（元近鉄バファローズ、西鉄ライオンズ選手）
- 高木善之（環境保護活動家）
- 高木萌衣 (プロゴルファー)
- 高倉日向（プロボクサー）
- 高田潤（JRA騎手）
- 髙橋晃大（オセロ選手）
- 高橋伸彰（フィル・カンパニー創業者）
- 高松正道（政治家）
- 竹田基起（名古屋テレビ放送アナウンサー）
- 武野紹鴎（茶人・豪商、千利休の師匠）
- 竹山修身（前堺市長）
- タナカガ （YouTuber、パパラピーズ）
- 田中俊（俳優）
- 田中千晴（読売ジャイアンツ選手）
- 谷晃生（サッカー選手）東京オリンピック日本代表。FC町田ゼルビア
- 谷村美月（女優） 2013年には「堺市長選挙投票啓発ポスター」に起用
- 丹下健三（建築家）
- 千本瑞規（プロボクサー）
- 辻啓（フォトグラファー）
- 辻尾真二（サッカー選手）SC相模原
- 辻永遠（プロボクサー）
- 津田宗及（茶人・豪商）
- つばさ舞（AV女優）
- 露の都（落語家）
- 寺田有希（女優・タレント・歌手）
- 寺本勲（声優）
- 寺脇康文（俳優）
- 栂井丈治（テレビプロデューサー）
- 土佐拓也（シンガーソングライター）
- 土佐光起（土佐派の絵師）
- 冨田大樹（プロボクサー）
- 友野一希（フィギュアスケート選手、全日本ジュニア選手権優勝）
- 友保隼平（お笑い芸人、金属バット）

### な行
- 長井充（ピアニスト）
- 永澤俊矢（俳優）
- 中島浩司（元サッカー選手）
- 中谷彰宏（作家、俳優）
- 中西涼（ミヤギテレビアナウンサー）
- 中村充孝（いわてグルージャ盛岡選手）
- 中村豊（阪神タイガースコーチ）
- 中村吉晴（元KAIENTAI-DOJOコミッショナー）
- 中山康樹（音楽評論家）
- 灘儀武（お笑いタレント、ザ・プラン9）
- 並木ひろし（演歌歌手、ぴんからトリオ）
- 南條庄助（お笑いタレント、すゑひろがりず）
- 西岡良洋（元プロ野球選手）
- 西川可奈子（女優）
- 西川悟平（ピアニスト、オペラ歌手）
- 西川愛也 (埼玉西武ライオンズ選手)
- 西田恵（ツエーゲン金沢選手）
- 西畑大吾（アイドル、なにわ男子)
- 西村眞悟（政治家、元次世代の党衆議院議員）
- 西村優菜（プロゴルファー）
- 鼠先輩（タレント）
- 野中和夫（競艇選手、横山やすしとは中学時代の同級生）
- 野呂祐介（実業家・元騎兵隊）

### は行
- ハイラム・ブロック（ギタリスト、浜寺公園がアメリカ軍に接収時、駐留軍人の両親の元、出生）
- 蓮見恭子（作家）
- 畠田理恵（元女優、将棋棋士・羽生善治夫人）
- 羽地登志晃（徳島ヴォルティス元選手）
- 馬場伸幸（政治家、日本維新の会代表）
- 馬場園梓（お笑いタレント、元アジアン）
- 浜本広晃（お笑いタレント、テンダラー）
- 林まゆみ（将棋棋士）
- 原田隆司（元ラグビーレフリー）
- 東野輝夫（情報工学研究者、日本工学会フェロー、京都橘大学副学長、大阪大学特任教授）
- 久田哲也（プロボクシング元日本チャンピオン、現世界ランカー）
- ピーター / 池畑慎之介（歌手、俳優）
- 日髙光揮（サッカー選手）
- 一二三慎太（元阪神タイガース選手）
- 福本大晴（アイドル、元Aぇ! group)
- 冨宅飛駈（プロレスラー、パンクラス所属）
- 藤井栄治（サンテレビ解説者、元阪神タイガース選手）
- 藤崎莉歩 (プロゴルファー)
- 藤浪晋太郎（ニューヨーク・メッツ選手）
- 藤本義一（作家、『鬼の詩』で直木賞受賞）
- 藤原康二（元プロボクシング世界ランカー）
- peco（ファッションモデル）
- BES（レゲエ歌手）
- 別府あゆみ（女優。マジレンジャーのマジピンク役）
- 北條史也（プロ野球選手）
- 堀田眞哉（最高裁判所事務総長、千葉地方裁判所長、最高裁判所事務総局人事局長）[4]
- 堀ちえみ（タレント、白鷺に住んでいた）
- 堀美矢子（タレント、堀ちえみの妹）

### ま行
- マーキー（FM COCOLOのDJ、元FM802のDJ）
- 前田ちあき（声優、旧名・前田千亜紀。ゲーム『ときめきメモリアル2』の佐倉楓子役など）
- 前野悠介（お笑いタレント、クロスバー直撃）
- 前山剛久（元俳優）
- 正木正明（宗教家、元創価学会理事長）
- 正木良明（元公明党衆議院議員、正木正明とは無関係）
- 街裏ぴんく（お笑いタレント）
- 町田康（作家、『きれぎれ』で芥川賞受賞）
- 松原みき（歌手、作曲家）
- 松本穂香（女優）
- 松本真季（NHK札幌放送局アナウンサー）
- 真山仁（作家、『ハゲタカ』シリーズの著者）
- 丸山穂高（政治家）
- ミステリオ （ラッパー）
- 三ツ矢歌子（女優）
- みなみかわ（お笑いタレント）
- 南出仁（元日本ハムファイターズ選手）
- 宮田和希（元西武ライオンズ選手）
- 宮田てつじ（お笑いタレント、シャンプーハット）
- 名願斗哉（プロサッカー選手）
- 明瀬諒介（北海道日本ハムファイターズ選手）
- 武蔵（格闘家）
- ムラコ（お笑い芸人、サミットクラブ）
- 村林一輝（東北楽天ゴールデンイーグルス選手）
- メイ・イズモト(タレント・俳優)
- 森崎友紀（料理研究家、タレント）
- 森田哲矢（お笑いタレント、さらば青春の光）
- 森チャック（イラストレーター）
- 森友哉（オリックス・バファローズ選手）
- 森ほさち（元宝塚歌劇団花組トップ娘役）
- 森本英世（歌手）
- 守谷日和（お笑いタレント）
- 盛山晋太郎（お笑いタレント、見取り図）
- 森山浩行 (衆議院議員、立憲民主党)

### や行
- 柳井妃奈実（プロボクサー）
- 矢野未希子（モデル）
- 薮内健人（ヴェルスパ大分選手）
- 薮内夏美（バスケットボール富士通レッドウェーブコーチ）
- 山口義一（政治家）
- 山口翔大（空手家）
- 山科諒馬（バレエダンサー）
- 山田大介（お笑いタレント、元ストリーク）
- 山田花子（お笑いタレント、吉本新喜劇）
- 山中秀仁（陸上競技選手）
- 山中柚乃（陸上競技選手）
- 山根明（日本ボクシング連盟会長）
- 山根康広（ミュージシャン）
- 山本亜津子（1991年ミス・ユニバース日本代表）
- 山本功児（堺市立三国丘中学校出身、1975年にドラフト5位で読売ジャイアンツ入団、元千葉ロッテマリーンズ監督）
- ゆうへい（お笑いタレント、吉田たち）
- 由起しげ子（作家、『本の話』で芥川賞受賞）
- 与謝野晶子（歌人）
- 吉田 朱里（元NMB48）
- 吉田サラダ（お笑いタレント、ものいい）
- 吉田剛（脚本家）
- 吉村恵里子 （TBSテレビアナウンサー）
- 吉持亮汰（東北楽天ゴールデンイーグルス選手）
- 嫁阪翔太（グルージャ盛岡選手）

### ら行
- RiRiKA（元宝塚歌劇団花組娘役）
- Ryoko（ミュージシャン、ЯeaLボーカル&ギター担当）
- 呂宋助左衛門（貿易商人）
- ろまん西野（ミュージシャン）
- RAY  (レゲエ歌手)
- RED SPIDER (レゲエプロデューサー)

### わ行
- 若椿利信（元力士）
- 渡辺美二（タレント名は逢坂じゅん）
- 綿井健陽（ビデオジャーナリスト）

## 堺市にゆかりのある著名人

### あ行
- アニマル浜口（元プロレスラー、島根県から親戚を頼って堺市に来た）
- 安西冬衛（詩人）
- 家田荘子（ノンフィクション作家、堺市在住）
- 一休宗純（禅僧、大徳寺再建のため堺の豪商に寄進を募る）
- 伊東静雄（詩人）
- 稲本潤一（コンサドーレ札幌（Jリーグディビジョン1）選手、生まれは鹿児島県）
- 伊原六花（俳優、大阪府立登美丘高等学校出身）
- 今井宗久（茶人・豪商、大和国今井町から堺に出て武野紹鴎に茶を学ぶ）
- 大久保利通（政治家、伐採されそうになった浜寺の松林を守った）
- 大西宏明（元福岡ソフトバンクホークス選手、生まれは兵庫県）
- 岡下昌平（政治家、生まれは東京都目黒区）
- 織田作之助（作家、北野田に住んでいた）
- 尾花高夫（元横浜ベイスターズ監督、社会人野球時代に新日鐵堺に所属）

### か行
- 加美幸伸（FM COCOLOのDJ、生まれは大阪市）
- 川淵三郎（日本サッカー協会名誉会長、大阪府立三国丘高等学校出身）
- 北側一雄（政治家、元公明党幹事長、生まれは大阪市）
- 金秀吉（映画監督、堺市在住）
- 黒岩重吾（作家、上野芝に住んでいた）
- 黒崎緑（推理作家、堺市在住）
- 後藤光貴（埼玉西武ライオンズスカウト、社会人野球時代に新日鐵堺に所属）
- 国分佐智子（女優・タレント、林家三平の妻、学生時代に堺市に住んでいた）

### さ行
- さいとう・たかを（漫画家）
- 堺屋太一（作家、堺に住んでいた先祖が大阪市の谷町に移住し、名乗っていた屋号を筆名とする）
- 佐々木恭介（野球解説者、元近鉄バファローズ監督、堺市在住）
- ジミー大西（お笑いタレント、大阪商業大学堺高等学校出身）
- 肖柏（連歌師、池田から堺へ移り住んだ）
- 白井鉄也（チーモンチョーチュウ、お笑い芸人）
- 杉浦忠（元南海ホークス監督・福岡ダイエーホークス初代監督、上野芝に住んでいた）
- 住田功一（NHK大阪放送局アナウンサー、堺市在住）

た行
- 鶴岡一人（元南海ホークス監督、金岡に住んでいた）
- 土居君雄（ドイ創業者、アルフォンス・ミュシャの絵画とBMWを堺市に寄贈）
- 土井隆雄（宇宙飛行士、大阪府立三国丘高等学校出身）

### な行
- 中江兆民（思想家、『一年有半』を堺で執筆した）
- 夏目漱石 (作家、正岡子規とともに妙国寺へと訪れた)
- 夏目ナナ（セクシーアイドル）
- 難波功士（関西学院大学教授、社会学者、大阪府立三国丘高校出身）
- 難波利三（作家、堺市在住）
- 西加奈子（小説家、大阪府立泉陽高等学校出身）
- 西川きよし（タレント、百舌鳥に住んでいた。娘でタレントの西川かの子は堺市生まれの箕面市育ち）
- 西村栄一（政治家、奈良県出身で堺市議会議員から衆議院議員に。民社党委員長を務めた）
- 野茂英雄（日本人メジャーリーガー、社会人野球時代に新日鐵堺に所属、NOMO Baseball Club設立）

### は行
- 橋田壽賀子（脚本家、大阪府立泉陽高等学校出身）
- 春野恵子（浪曲師、堺市の広報番組「堺シティレポ」案内人）

### ま行
- 正岡子規 (俳人・歌人、夏目漱石とともに妙国寺へと訪れた)
- 萬田久子（女優、金岡団地に住んでいた）
- 森祐理（ゴスペル歌手、元NHK教育テレビ『ゆかいなコンサート』歌のお姉さん、和泉市生まれ、堺市高倉台育ち）
- 森浩一（考古学者、同志社大学名誉教授、大阪市に生まれ、少年時代に堺市郊外で育つ。大阪府立堺中学校(現・大阪府立三国丘高等学校)出身）

### や行
- 八代英輝（弁護士、深井に住んでいた）
- 保田龍門（画家・彫刻家、帰国後堺市に在住）
- 籔内佐斗司（彫刻家、「せんとくん」の作者、大阪府立三国丘高等学校出身）
- 山崎豊子（作家、晩年は浜寺に住んでいた）
- 山本富士子（女優、浜寺に住んでいた）
- 山本容子（版画家、浜寺に住んでいた）
- ゆでたまご（漫画家、初芝高等学校出身）
- 横山やすし（漫才師、生まれは高知県宿毛市、堺市立神石小学校出身、神石や上野芝に住んでいた）

### わ行
- 若本規夫（声優、幼少の頃に山口県下関市から堺に移住）